# SN 1914A
SN 1914A – supernowa odkryta 2 marca 1914 roku w galaktyce NGC 4321. W momencie odkrycia miała maksymalną jasność 15,70m.